# Tierra Colorada, San Luis Acatlán
Tierra Colorada är en ort i Mexiko.   Den ligger i kommunen Atlamajalcingo del Monte och delstaten Guerrero, i den sydöstra delen av landet, 250 km söder om huvudstaden Mexico City. Tierra Colorada ligger 2 131 meter över havet och antalet invånare är 266.
Terrängen runt Tierra Colorada är kuperad österut, men västerut är den bergig. Runt Tierra Colorada är det ganska tätbefolkat, med 65 invånare per kvadratkilometer. Närmaste större samhälle är Malinaltepec, 4,8 km väster om Tierra Colorada. I omgivningarna runt Tierra Colorada växer huvudsakligen savannskog.